# Agneepath (film, 1990)
Pour le film de 2012, voir Agneepath (film, 2012).
Pour plus de détails, voir Fiche technique et Distribution.
Agneepath (anglais: The Path of Fire) est un film d'action dramatique indien de 1990, réalisé par Mukul Anand, avec dans les rôles principaux : Amitabh Bachchan, Mithun Chakraborty, Madhavi, Neelam Kothari, Rohini Hattangadi et Danny Denzongpa. Le film a été produit par Yash Johar.

## Synopsis
Un jeune homme voit son père se faire lyncher sous ses yeux. 15 ans plus tard, il devient gangster et cherche vengeance.

## Fiche technique
- Titre : Agneepath
- Réalisation : Mukul Anand
- Scénario : Santosh Saroj
- Musique : Laxmikant Shantaram Kudalkar et Pyarelal Ramprasad Sharma
- Photographie : Pravin Bhatt
- Montage : Waman B. Bhosle et Gurudutt Shirali
- Production : Yash Johar
- Société de production : Dharma Productions
- Pays :  Inde
- Genre : Action, drame et film de gangsters
- Durée : 174 minutes
- Dates de sortie : 
  -  Inde : 16 février 1990

## Inspiration et thèmes
Le film s'inspire de la vie de Manya Surve, un baron du crime de Mumbai dans les années 80. Le titre est tiré d'un poème du même nom appelé 'Agneepath' écrit par Harivansh Rai Bachchan (en), qui est récité au début du film et établit un lien thématique persistant à travers le film, en particulier dans le dénouement, à la fois littéralement et métaphoriquement.

## Accueil
Le film, bien qu'étant le dixième film au box-office indien de 1990 a eu des recettes inférieures à son budget élevé.
Le film a reçu le National Film Award du meilleur acteur Amitabh Bachchan ainsi que Filmfare Award du meilleur acteur dans un second rôle pour Mithun Chakraborty et le Filmfare Award de la meilleure actrice dans un second rôle pour Rohini Hattangadi

## Postérité
Au fil des années, Agneepath s'est transformé en un film culte.
Il a fait l'objet d'un remake en 2012 avec le même titre (Agneepath), par Karan Johar, le fils de Yash Johar, en hommage à son père.